# Ba chia
Ba chia (danh pháp khoa học: Aglaia grandis) là một loài thực vật thuộc họ Meliaceae. Loài này có ở Indonesia, Malaysia, Philippines, Thái Lan, và Việt Nam.